# William Vyvyan
William Vyvyan (fl. 1325), foi um membro do Parlamento inglês.
Ele foi um membro (MP) do Parlamento da Inglaterra por New Shoreham em 1325.